# Bruno Satori-Neumann
Bruno Thomas Satori-Neumann (* 6. November 1886 in Briesen; † 23. November 1943 in Berlin; bis 1910: Neumann) war ein deutscher Theaterwissenschaftler und Publizist.

## Leben
Nach dem Abitur im Gymnasium von Elbing studierte Bruno Neumann an der Universität Berlin auf Wunsch seines Vaters zunächst Geodäsie, brach jedoch im Jahr 1910 ab und wechselte zu Max Herrmann in die Germanistik. Mit seiner Dissertation über die Frühzeit des Weimarischen Hoftheaters unter Goethes Leitung (1791–1798) promovierte er 1919 an der Universität Greifswald zum Doktor der Philosophie. 1920 gründete er die „Gesellschaft der Freunde und Förderer des Theaterwissenschaftlichen Instituts an der Universität Berlin“, der unter anderem Max Reinhardt und Gerhart Hauptmann angehörten und aus der im Jahr 1923 das Theaterwissenschaftliche Institut hervorging. Ab 1920 war er dort als Studienrat tätig, legte sein Amt jedoch aus Verbundenheit zu dem wegen seiner jüdischen Herkunft zwangspensionierten Max Herrmann im Jahr 1933 nieder. 1937 wurde ihm, als Sozialdemokrat und Ehemann einer Frau mit jüdischer Abstammung, die Lehrberechtigung an höheren Schulen entzogen. Nach einer kurzfristigen Internierung in Lublin kehrte er 1943 nach Berlin zurück, wo er noch im selben Jahr zusammen mit seiner Familie bei einem Bombenangriff getötet wurde.

## Leistungen
Neben seiner Dissertation, die nach ihrer Veröffentlichung im Jahr 1920 bald zu einem Standardwerk der Goetheforschung avancierte, verfasste Neumann zahlreiche Schriften, darunter die Elbinger Heimatbücher sowie ein umfangreiches Werk zur Theatergeschichte von Elbing, dessen dritter und letzter Teil jedoch unveröffentlicht blieb. Für die Theaterzeitschrift Die Scene war er zeitweise als Redakteur tätig. Als Publizist war er an der Herausgabe der Theaterwissenschaftlichen Blätter und der Theaterwissenschaftlichen Berichte beteiligt.

## Schriften (Auswahl)
- 1920: Die Frühzeit des Weimarischen Hoftheaters unter Goethes Leitung (1791 bis 1798). Verlag Elsner, Berlin
- 1933: Elbing im Biedermeier und Vormärz: Ernstes und Heiteres aus der guten alten Zeit (1815-1848). Band 2 der Elbinger Heimatbücher. Verlag Saunier, Elbing
- 1936: Dreihundert Jahre berufsständisches Theater in Elbing. Band 1: Die Geschichte einer ostdeutschen Provinzialbühne 1605–1846. Danziger Verlagsgesellschaft, Danzig
- 1962: Dreihundert Jahre berufsständisches Theater in Elbing. Band 2: Berufsständisches Theater in Elbing 1846–1888. Verlag Elwert, Marburg (posthum)